# Oktanski broj
Oktanski broj je otpornost benzina (i drugih plinova korištenih u motorima s unutarnjim izgaranjem) na detonantno izgaranje. On naznačuje koliko je benzin u stanju podnijeti kompresije prije nego što se dogodi samozapaljenje. Određuje se uspoređivanjem detonacije ispitivanog benzina s detonacijom koja nastaje izgaranjem smjese izo-oktana i normalnog heptana poznatog sastava pri istom tlaku.